# Cygames
株式会社Cygames（サイゲームス、英: Cygames, Inc.）は、ブラウザゲーム、モバイル向けゲームアプリおよび家庭用ゲームソフト開発事業、アニメーション制作事業を主とするサイバーエージェントグループの企業。株式会社サイバーエージェントの連結子会社（設立時は100%出資の完全子会社）であり、株式会社DeNAの持分法適用関連会社。コンピュータエンターテインメント協会正会員。

## 概要
設立当初よりほぼ一貫して、DeNAのSNS『Mobage』向けにアプリを供給している。特に『神撃のバハムート』『アイドルマスター シンデレラガールズ』『グランブルーファンタジー』の3作品は、同サイトのゲームランキングでも上位をキープしている。
近年は、自社オリジナルタイトルを中心としたスマートフォン向けアプリを開発する他、PC・コンシューマーゲーム向けタイトルも開発している。近年はTCGプロゲーマーへのスポンサードやアニメ製作、ウェブコミック事業参入など、コンピュータゲームの周辺文化への投資も拡大しつつある。
企業スローガンは、「最高のコンテンツを作る会社」。

## 沿革
2011年
- 5月 - サイバーエージェントの100%出資の完全子会社として設立。

2012年
- 2月 - DeNAと戦略的事業提携。
- 6月 - デザイン制作子会社として株式会社CyDesignationを設立。
- 7月 - Cygames開発のゲームユーザー登録数が1,000万人を突破。
- 11月 - DeNAと資本業務提携。

2013年
- 1月 - Cygames開発のソーシャルゲーム ユーザー登録数が2,000万人を突破。
- 10月 - BS11のANIME+金曜枠にて『THE IDOLM@STER』（再放送）に番組提供。

2014年
- 10月 - 『神撃のバハムート』を原作とした連続テレビアニメ『神撃のバハムート GENESIS』を製作・放送開始。

2015年
- 3月 - 「アニメ事業部」設立。
- 4月 - PlayStation 4向けハイエンドゲーム開発拠点として、大阪Cygamesを大阪市に設立。
- 7月 - Jリーグ・サガン鳥栖へのスポンサードを開始（社長の渡邊耕一が佐賀県出身の縁による）。
- 8月 - M-1グランプリ（朝日放送テレビ・吉本興業主催）のプレミアムスポンサー契約締結。
- 10月 - マジック:ザ・ギャザリングプロプレイヤーとのスポンサー契約締結、並びに「Team Cygames」発足。
- 12月 - 前年の日清食品の後継として『THE MANZAI』の冠スポンサー契約締結。

2016年
- 1月 - 2014年の東洋水産の後継として『R-1ぐらんぷり』の冠スポンサー契約締結。
- 3月 - 新しく「漫画事業部」を発足。同年5月にはウェブコミックサービス『サイコミ』をリリース。
- 4月 - アニメーション制作子会社CygamesPicturesを設立。
- 4月 - 映画『スキャナー 記憶のカケラをよむ男』に製作出資。
- 6月 - 背景美術画を専門とする制作会社・株式会社草薙を完全子会社化。
- 8月 - 『グランブルーファンタジー』においてオーケストラ開催に伴い、渋谷をジャックする大規模プロモーションを実施。
- 9月 - 企業CM「世界は、もっとおもしろくできる。」篇を放送開始（出演：山田愛奈、CMソング：DAOKO）
- 11月 - ゲームデータ分析およびゲーム開発サポート事業を目的とした子会社LogicLinksを設立。
- 11月 - 映画『この世界の片隅に』に製作出資。

2017年
- 4月 - Cygames及び佐賀県、佐賀市と三者間で進出協定を締結し、佐賀デバッグセンターの設立を発表。
- 5月 - 講談社と業務提携により、コミックスレーベル「サイコミ」の創刊を発表。
- 5月 - Cygames初の海外拠点韓国現地法人「Cygames Korea」を設立。
- 6月 - サイバーエージェントと共同でアニメファンドの組成を発表。
- 7月 - 「グランブルーファンタジー」のYahoo!ゲーム版の配信を決定（7月20日に配信開始）。
- 7月 - イタリアプロサッカーリーグ（レガ・カルチョ）のユヴェントスF.C.とのスポンサー契約を締結。
- 7月 - 佐賀デバッグセンターを設立。

2018年
- 4月 - 任天堂との業務提携を発表。任天堂が株式の約5%を取得すること、新作RPG『ドラガリアロスト』を共同開発・運営することも合わせて発表。
- 5月 - Cymusicを設立。
- 7月 - 「Cygames佐賀ビル（仮称）」の設立を発表。
- 9月 - Cygames次の海外拠点台湾現地法人「Cygames Taiwan」を設立。

2019年
- 1月 - Jリーグ・サガン鳥栖とのスポンサードを終了。
- 4月 - 小学館と業務提携により、コミックスレーベル「サイコミ×裏サンデー」の創刊を発表。

2020年
- 3月 - 梅原大吾率いるCygames Beastとのスポンサー契約が終了。
- 3月 - Mildomでのゲーム投稿・配信を禁止。
- 3月 - 佐賀県佐賀駅前の県有地を取得して自社ビルを竣工。

2021年
- 5月 - コーポレートロゴをリニューアル。「Cygames」の文字を大きくすることで、「世界で活躍できる力強さ」を表現しているという。
- 10月 - 株式会社flaggsを子会社化。

2022年
- 7月 - KADOKAWAおよび角川ゲームスより「メタルマックスシリーズ」の関連事業を譲受。

2023年
- 4月 - アメリカ現地法人「Cygames America」及びイギリス現地法人「Cygames Europe」の設立を発表した。

2024年
- 10月 - 競馬の祭典と呼ばれる「Breeders’ Cup World Championships」を運営するブリーダーズカップ協会とパートナーシップ契約を締結。デルマー競馬場で行われるブリーダーズカップにて11月2日のBCスプリントが冠レース「Cygames Breeders' Cup Sprint」として開催され、レース実施時には、スターティングゲート、サドルタオルにサイゲームスのロゴが掲出されると発表された。
- 12月 - 各種サービスを利用することを目的とした共通アカウント「Cygames ID」の提供を同月20日より開始。

2025年
- フランスギャロとパートナーシップ契約を締結してメインスポンサーとなり、この年から「パリ大賞典(GRAND PRIX DE PARIS)」を「CYGAMES GRAND PRIX DE PARIS」として開催。「HANDICAP DE LA FETE NATIONALE」と「PRIX DE MALLERET」に関しても同様に冠レース「CYGAMES HANDICAP DE LA FETE NATIONALE」「CYGAMES PRIX DE MALLERET」として開催する。

## 開発ゲーム

### サービス継続中、または発売中のタイトル
| 発売年 | 発売日   | 作品名                                                           | プラットフォーム                                      | 備考 |
| ------ | -------- | ---------------------------------------------------------------- | ----------------------------------------------------- | --- |
| 2011年 | 9月1日   | 神撃のバハムート                                                 | mobage、AndApp                                        | Cygamesの初作品                                                                                           |
| 2014年 | 3月10日  | グランブルーファンタジー                                         | mobage、AndApp GREE、DMM GAMES Yahoo!ゲーム           | 2016年07月よりGREEでも配信 2017年07月よりYahoo!ゲームでも配信                                             |
| 2015年 | 9月3日   | アイドルマスター シンデレラガールズ スターライトステージ         | iOS / Android / DMM GAMES                             | 配信元：バンダイナムコエンターテインメント 初の音楽ゲームタイトル                                         |
| 2015年 | 11月19日 | エアシップQ                                                      | PlayStation Vita PlayStation 4、Steam                 | Cygames初のコンシューマ向けタイトル、ミラクルポジティブ開発。 2016年07月にSteam版『Wondership Q』も発売。 |
| 2016年 | 6月17日  | Shadowverse                                                      | iOS / Android DMM GAMES Steam                         | 同年8月よりDMM GAMES〈PC用〉でも配信開始                                                                  |
| 2016年 | 10月13日 | アイドルマスター シンデレラガールズ ビューイングレボリューション | PlayStation 4 （PlayStation VR専用）                  | 発売元：バンダイナムコエンターテインメント                                                                |
| 2018年 | 2月15日  | プリンセスコネクト!Re:Dive                                       | iOS / Android / DMM GAMES                             | ムービーアニメーション制作：WIT STUDIO音楽制作：日本コロムビア、イマジン                                  |
| 2018年 | 9月6日   | ANUBIS ZONE OF THE ENDERS : M∀RS                                 | PlayStation 4、Steam                                  | 発売元：コナミデジタルエンタテインメント                                                                  |
| 2020年 | 2月6日   | グランブルーファンタジー ヴァーサス                              | PlayStation 4、Steam                                  | 開発：アークシステムワークス                                                                              |
| 2020年 | 11月5日  | シャドウバース チャンピオンズバトル                              | Nintendo Switch                                       | TVアニメ「シャドウバース」をゲーム化 2022年3月24日からDLC込の廉価版を販売                                 |
| 2021年 | 2月24日  | ウマ娘 プリティーダービー                                        | iOS / Android DMM GAMES Ｇoogl play games（ベータ版） | 音楽制作：ランティス（バンダイナムコミュージックライブ）                                                  |
| 2022年 | 6月28日  | リトル ノア 楽園の後継者                                         | Nintendo Switch PlayStation 4 Steam Xbox One          | 開発：グランディング                                                                                      |
| 2023年 | 12月14日 | グランブルーファンタジーヴァーサス -ライジング-                  | PlayStation 4 PlayStation 5 Steam                     | 開発：アークシステムワークス                                                                              |
| 2024年 | 2月1日   | グランブルーファンタジー リリンク                                | PlayStation 4 PlayStation 5 Steam                     | 開発元：プラチナゲームズ（2016—2019）→大阪Cygames                                                         |
| 2024年 | 3月17日  | すとぷりWith!!                                                   | iOS/Android                                           | 開発元：flaggs/STPR                                                                                       |
| 2024年 | 8月30日  | ウマ娘 プリティーダービー 熱血ハチャメチャ大感謝祭!              | Nintendo Switch PlayStation 4 Steam                   | 開発元：アークシステムワークス                                                                            |

この他にミニゲーム専門レーベルとして『ちょゲつく』がある。

### リリース予定タイトル
| 発売年 | 発売日 | 作品名                                        | プラットフォーム             | 備考                                                                          |
| ------ | ------ | --------------------------------------------- | ---------------------------- | ----------------------------------------------------------------------------- |
| 2025年 | 春     | Shadowverse:Worlds Beyond                     | iOS/Android PC               |                                                                               |
| 未公表 | 未公表 | LOST ORDER                                    | iOS / Android                | 開発元：プラチナゲームズ・fuzz、 音楽制作：ノイジークローク                   |
| 未公表 | 未公表 | Project Awakening                             | PlayStation 4                | 開発元：大阪Cygames                                                           |
| 未公表 | 未公表 | 英雄学園ヒーロー科!                           | 未公表                       |                                                                               |
| 未公表 | 未公表 | GARNET ARENA: Mages of Magicary（公式サイト） | 未公表                       |                                                                               |
| 未公表 | 未公表 | メタルマックスシリーズ（公式サイト）          | 未公表（コンシューマー向け） | 2022年7月29日にKADOKAWAから同シリーズの事業を譲渡され、新作タイトルを制作中。 |

### 他社へ移管されたタイトル
| 発売年 | 発売日  | 作品名   | 移管年月  | 移管先     | プラットフォーム | 備考                        |
| ------ | ------- | -------- | --------- | ---------- | ---------------- | --------------------------- |
| 2011年 | 12月5日 | 戦国SAGA | 2013年3月 | サムザップ | mobage           | 2022年6月20日にサービス終了 |

### 終了したタイトル
| 発売年 | 発売日   | 作品名                                      | 終了日         | プラットフォーム | 備考                                                                              |
| ------ | -------- | ------------------------------------------- | -------------- | ---------------- | --------------------------------------------------------------------------------- |
| 2011年 | 11月28日 | アイドルマスター シンデレラガールズ         | 2023年3月30日  | mobage、AndApp   | 配信元：バンダイナムコエンターテインメント                                        |
| 2012年 | 4月      | ディズニーファンタジークエスト              | 2012年10月31日 | mobage           | 配信元：DeNA                                                                      |
| 2012年 | 4月2日   | バトルスピリッツ 覇者の咆哮                 | 2013年1月31日  | mobage           | 配信元：バンダイナムコエンターテインメント                                        |
| 2012年 | 4月12日  | 聖闘士星矢 ギャラクシーカードバトル         | 2015年10月30日 | mobage           | 配信元：東映アニメーション、DeNA                                                  |
| 2012年 | 4月26日  | スーパー戦隊ヒーローズ                      | 2013年4月30日  | mobage           | 配信元：バンダイナムコエンターテインメント                                        |
| 2012年 | 6月25日  | サカつく S ワールドスターズ                 | 2013年7月10日  | mobage           | 配信元：セガゲームス                                                              |
| 2012年 | 7月19日  | 烈火の炎 BURNING EVOLUTION                  | 2013年4月30日  | mobage           | 小学館と共同開発                                                                  |
| 2012年 | 7月27日  | TIGER&BUNNY ロードオブヒーロー              | 2013年6月10日  | mobage           | 配信元：バンダイナムコエンターテインメント                                        |
| 2013年 | 11月     | ナイツオブグローリー                        | 2017年1月25日  | mobage           |                                                                                   |
| 2013年 | 11月     | ラルディシアクロニクル                      | 2016年3月8日   | mobage, mixi     | 配信元：DeNA プロモアニメーション制作：テレコム・アニメーションフィルム           |
| 2013年 | 8月      | 三国志パズル大戦                            | 2016年9月20日  | iOS / Android    | 同社初のネイティブアプリ                                                          |
| 2014年 | 1月23日  | ドラゴンクエストモンスターズ スーパーライト | 2024年1月31日  | iOS / Android    | 配信元：スクウェア・エニックス                                                    |
| 2015年 | 2月12日  | リトル ノア                                 | 2019年1月17日  | iOS / Android    | 開発元：BrazeGames 2016年9月30日付でCygames本体に運営移管                         |
| 2015年 | 2月18日  | プリンセスコネクト!                         | 2016年7月29日  | Ameba            | 同社唯一のAmeba向けタイトル 親会社サイバーエージェントと共同開発・運営していた。  |
| 2015年 | 3月      | LINE ペーパーダッシュワールド               | 2015年11月30日 | LINE GAME        | 同社唯一のLINE向けタイトル                                                        |
| 2015年 | 9月      | ラビとび                                    | 2016年9月29日  | iOS / Android    | 子会社シテイル開発                                                                |
| 2015年 | 9月      | 近代麻雀オールスターズ 闘牌伝               | 2017年2月9日   | iOS / Android    | 竹書房と共同開発、唯一の麻雀ゲームタイトル                                        |
| 2017年 | 8月18日  | セブンズストーリー                          | 2022年12月27日 | iOS / Android    | 子会社WithEntertainmentにて開発・運営                                             |
| 2018年 | 2月      | オーディンクラウン                          | 2018年7月31日  | iOS / Android    | 元子会社GameJeansにて開発・運営                                                   |
| 2018年 | 9月27日  | ドラガリアロスト                            | 2022年11月30日 | iOS / Android    | 共同開発・運営：任天堂                                                            |
| 2019年 | 11月27日 | ワールドフリッパー（公式サイト）            | 2024年2月20日  | iOS / Android    | 子会社シテイルとの共同開発。                                                      |
| 2020年 | 11月18日 | HoneyWorksPremium Live                      | 2023年3月31日  | iOS / Android    | 2021年9月1日より子会社flaggsが開発・運営。アカツキ/インクストゥエンターより移管。 |

## 映像作品への製作出資など

### テレビアニメ
現在までに発表されている作品はほぼ深夜枠での放送を前提としたテレビシリーズである。2017年現在『神撃のバハムート GENESIS』と『神撃のバハムート VIRGIN SOUL』は一社提供。なお、放送されるTVアニメの多くが各ネット局の他サガテレビで放送されていた（社長の渡邊が佐賀県出身の縁による）。2025年4月よりTVQ九州放送の金曜17:00-17:55をCygames一社提供枠として買切っており、過去に同社が製作したアニメの他、本番組枠専用に佐賀スタジオのCMを放送している。
| 放送時期 | 放送時期 | タイトル                                      | 制作スタジオ                          | 原作          | 備考     |
| -------- | -------- | --------------------------------------------- | ------------------------------------- | ------------- | -------- |
| 2014年   | 10月     | 神撃のバハムート GENESIS                      | MAPPA                                 | Yes           | 単独製作 |
| 2015年   | 1月      | アイドルマスター シンデレラガールズ           | A-1 Pictures                          | 開発元        | 制作協力 |
| 2016年   | 10月     | ユーリ!!! on ICE                              | MAPPA                                 | N/A           |          |
| 2017年   | 4月      | アイドルマスター シンデレラガールズ劇場       | ギャザリング                          | 開発元        | 協力     |
| 2017年   | 4月      | GRANBLUE FANTASY The Animation                | A-1 Pictures                          | Yes           |          |
| 2017年   | 4月      | 神撃のバハムート VIRGIN SOUL                  | MAPPA                                 | Yes           | 単独製作 |
| 2017年   | 4月      | 有頂天家族2                                   | P.A.WORKS                             | N/A           |          |
| 2017年   | 7月      | メイドインアビス                              | キネマシトラス                        | N/A           |          |
| 2018年   | 1月      | ラーメン大好き小泉さん                        | Studio五組 AXsiZ                      | N/A           |          |
| 2018年   | 4月      | ウマ娘 プリティーダービー                     | P.A.WORKS                             | Yes           |          |
| 2018年   | 10月     | ゾンビランドサガ                              | MAPPA                                 | 共同原作      |          |
| 2018年   | 10月     | 風が強く吹いている                            | Production I.G                        | N/A           |          |
| 2019年   | 1月      | マナリアフレンズ                              | CygamesPictures                       | Yes           |          |
| 2019年   | 7月      | かつて神だった獣たちへ                        | MAPPA                                 | N/A           |          |
| 2019年   | 10月     | 慎重勇者〜この勇者が俺TUEEEくせに慎重すぎる〜 | WHITE FOX                             | N/A           |          |
| 2019年   | 10月     | GRANBLUE FANTASY The Animation Season 2       | MAPPA                                 | Yes           |          |
| 2020年   | 1月      | 群れなせ!シートン学園                         | Studio五組                            | 出版社        | CD発売元 |
| 2020年   | 4月      | プリンセスコネクト!Re:Dive                    | CygamesPictures                       | Yes           | BD発売元 |
| 2020年   | 4月      | シャドウバース                                | ZEXCS                                 | Yes           |          |
| 2020年   | 7月      | うまよん                                      | DMM.futureworks /ダブトゥーンスタジオ | Yes           |          |
| 2020年   | 10月     | いわかける! - Sport Climbing Girls -          | BLADE                                 | 出版社        |          |
| 2020年   | 10月     | ぐらぶるっ!                                   | DMM.futureworks /ダブトゥーンスタジオ | Yes           | 単独製作 |
| 2021年   | 1月      | ウマ娘 プリティーダービー Season 2            | スタジオKAI                           | Yes           |          |
| 2021年   | 4月      | ゾンビランドサガ リベンジ                     | MAPPA                                 | 共同原作      |          |
| 2022年   | 1月      | プリンセスコネクト!Re:Dive Season 2           | CygamesPictures                       | Yes           | BD発売元 |
| 2022年   | 1月      | 異世界美少女受肉おじさんと                    | OLM Team Yoshioka                     | 出版社        |          |
| 2022年   | 4月      | シャドウバースF（フレイム）                   | ZEXCS                                 | Yes           |          |
| 2022年   | 10月     | アキバ冥途戦争                                | P.A.WORKS                             | 共同原作      | CD発売元 |
| 2023年   | 4月      | アイドルマスター シンデレラガールズ U149      | CygamesPictures                       | 開発元/出版社 | BD発売元 |
| 2023年   | 4月      | THE MARGINAL SERVICE                          | Studio 3Hz                            | 共同原作      |          |
| 2024年   | 1月      | 勇気爆発バーンブレイバーン                    | CygamesPictures                       | Yes           | CD発売元 |
| 2025年   | 4月      | ウマ娘 シンデレラグレイ                       | CygamesPictures                       | Yes           |          |
| 2025年   | 7月      | ネクロノミ子のコズミックホラーショウ          | Studio五組                            | 共同原作      |          |

以下はサイバーエージェントとの共同出資による投資組合「CA-Cygamesアニメファンド」による製作出資案件を記載する。
- 2018年10月 - 『火ノ丸相撲』
- 2018年10月 - 『ベルゼブブ嬢のお気に召すまま。』
- 2019年1月 - 『約束のネバーランド』
- 2019年1月 - 『ガーリー・エアフォース』
- 2019年4月 - 『RobiHachi』
- 2019年10月 - 『旗揚！けものみち』
- 2020年1月 - 『ダーウィンズゲーム』
- 2020年1月 - 『ソマリと森の神様』
- 2020年4月 - 『イエスタデイをうたって』

### 劇場アニメ
| 公開時期 | 公開時期 | タイトル                             | 制作スタジオ    |
| -------- | -------- | ------------------------------------ | --------------- |
| 2016年   | 11月     | この世界の片隅に                     | MAPPA           |
| 2018年   | 2月      | さよならの朝に約束の花をかざろう     | P.A.WORKS       |
| 2023年   | 9月      | アリスとテレスのまぼろし工場         | MAPPA           |
| 2024年   | 5月      | ウマ娘 プリティーダービー 新時代の扉 | CygamesPictures |

### Webアニメ
| 配信時期 | 配信時期 | タイトル                                                                                     | 制作スタジオ    | 原作   | 備考 |
| -------- | -------- | -------------------------------------------------------------------------------------------- | --------------- | ------ | ---- |
| 2019年   | 11月     | THE IDOLM@STER CINDERELLA GIRLS 8周年特別企画 Spin-off!                                      | オレンジ        | 開発元 | 協力 |
| 2022年   | 8月      | THE IDOLM@STER CINDERELLA GIRLS 10th Anniversary Celebration Animation 「ETERNITY MEMORIES」 | CygamesPictures | 開発元 | 企画 |
| 2023年   | 4月      | ウマ娘 プリティーダービー ROAD TO THE TOP                                                    | CygamesPictures | Yes    |      |

### 実写作品
| 時期   | 時期 | タイトル                                 | 制作プロダクション                                        | 原作   | 備考     |
| ------ | ---- | ---------------------------------------- | --------------------------------------------------------- | ------ | -------- |
| 2016年 | 5月  | 映画『スキャナー 記憶のカケラをよむ男    | 東映東京撮影所                                            | N/A    |          |
| 2016年 | 11月 | 映画『疾風ロンド』                       | 東映東京撮影所                                            | N/A    |          |
| 2017年 | 10月 | テレビドラマ『ふたりモノローグ』         | 東北新社                                                  | 出版社 | 単独製作 |
| 2019年 | 2月  | 映画『サムライマラソン』                 | - セディックインターナショナル - Recorded Picture Company | N/A    |          |
| 2022年 | 4月  | テレビドラマ『今どきの若いモンは』       | ホリプロ                                                  | 出版社 |          |
| 2022年 | 4月  | テレビドラマ『明日、私は誰かのカノジョ』 | MMJ                                                       | 出版社 |          |

## 漫画サービス
- 2016年05月 - 『サイコミ』

## 提供番組
- アニメを除く。

### レギュラー番組

#### 現在の提供番組
- ぐらぶるTVちゃんねるっ!（2019年4月 - 、TOKYO MX、一社提供）※Cygames自社制作
- FOOT×BRAIN（テレビ東京、メインスポンサー）
- 熱闘!Mリーグ（テレビ朝日、メインスポンサー）

#### 過去の提供番組
- デザイン・コード（2014年4月 - 2019年3月、テレビ朝日、一社提供）
- 日曜もアメトーーク!（2016年10月 - 2017年3月、テレビ朝日系列）
- おしゃべりオジサンと怒れる女→おしゃべりオジサンとヤバイ女（2017年4月 - 2018年9月、テレビ東京、メインスポンサー）
- さまスポ（2017年4月 - 2018年9月、テレビ東京、メインスポンサー）
- にちようチャップリン（2017年4月 - 2018年3月、テレビ東京、前半部分一社提供）

### 特別番組
- M-1グランプリ（2015年 - 、ABC・テレビ朝日系列、プレミアムスポンサーとして協賛）
- RIZIN FIGHTING FEDERATION（2016年 - 、フジテレビ系列、冠スポンサー）
- Cygames presents CHIBA CODER CUP（2021年 - 、千葉テレビ放送、冠スポンサー）[62]

#### 過去の特別番組
- 噂の現場にチョクメン!マコトシヤカ（2016年 - 、テレビ東京系列、一社提供番組）
- Cygames THE MANZAI マスターズ（2015年 - 2018年、フジテレビ系列、冠スポンサー）
  - Cygames THE MANZAI プレマスターズ（2015年 - 2018年、フジテレビ系列、冠スポンサー）
- キングオブコント（2016年 - 2018年、TBS系列、冠スポンサー）
- R-1ぐらんぷり（2016年、カンテレ・フジテレビ系列、冠スポンサー）

## トラブル

### ドラゴンクエストモンスターズ スーパーライト
2014年に「金の地図ふく引き」にて表示されている画像に対して実際に入手できる確率が非常に低い事から、一部の者が不当表示と優良誤認を理由にGoogle PlayとApp Storeに返金を求め受理されているとの報告が上がった。課金ユーザーに対してこれまでレアガチャで使ったジェムを返還すると告知している。

### グランブルーファンタジー
2015年末におけるソーシャルゲーム全体を巻き込んだガチャ騒動によって、アイテム単位での出現率表記、上限値の設定を行った。

### ウマ娘プリティーダービー
Cygamesが公式サイトで、コナミデジタルエンタテインメントが自社に対し、2023年3月31日付で、訴訟を起こした旨を発表。「ウマ娘 プリティーダービー」のゲームシステムやプログラムの一部について、特許権に係る問題があるとしてCygamesと協議を進めていたが合意に至らず、特許侵害があったとして40億円の損害賠償やゲームをはじめとしたコンテンツの提供・販売差し止めなどを求める訴訟を提起。Cygamesは、特許侵害の事実は無いと考えているとした上で、正当性を訴訟手続きの中で明らかにしつつ、引き続きサービスの提供を継続するのを明確にした。一方、コナミデジタルエンタテインメント側は、｢当社としてはクリエイターの努力を尊重し今後も革新的なサービスの開発をしていくために、守るべきものはしっかりと対応していきます｣｢ゲームを楽しんでいるユーザーから遊びを奪うことが目的ではございません｣とコメントした。

## 関連会社
- CyDesignation（皆葉英夫が代表を務めるデザイン制作会社）
- BlazeGames（『リトル ノア』開発）
- WithEntertainment（旧WITH、『セブンズストーリー』開発・運営）
- シテイル（『ラビとび』『ワールドフリッパー』開発）
- CygamesPictures（アニメーションの企画・制作）
- 草薙（背景画・美術画制作会社）
- LogicLinks（ゲームデータ分析・ゲーム開発サポート事業、MVNO『LinksMate』運営）
- Cymusic（音楽および映像ソフトの企画・制作・販売、アーティストのマネージメント）
- Cysharp   (ゲームに関するコンテンツの企画・開発、技術コンサルティング)[67]
- スコップ・ミュージック  (CDやCM音楽等の企画・制作 音楽クリエーター等のマネージメン 音楽著作権の管理)[67]
- CySphere（ゲームを中心とした3DCG制作）[68]
- Mimi Marte（イラスト制作及びゲーム企画制作関連事業）[69]
- flaggs（スマートフォン向けゲームの開発・運用、ゲーム向けアニメーション・サウンドの制作『HoneyWorks Premium Live（ハニプレ）』開発・運営）
- CyFoods[69]
- Cygames Capital（ベンチャーキャピタル事業）

元関連会社
- GameJeans（『オーディンクラウン』開発・運営、2018年9月30日解散）

海外法人・国内拠点
- Cygames Taiwan
- Cygames Korea
- Cygames 佐賀スタジオ
- Cygames 佐賀デバッグセンター
- 大阪Cygames
- Cygames America
- Cygames Europe

## 関連人物

### 役員
2024年3月現在。
代表取締役社長
- 渡邊耕一

専務取締役
- 木村唯人

取締役
- 芦原栄登士
- 近石愛作
- 竹腰和紀
- 日高裕介
- 佐々木悠

執行役員
- 三ッ間俊行
- 大浦保勅
- 中村克也
- 松岡翼
- 馬場龍一郎

### スタッフ
- 皆葉英夫（株式会社CyDesignation代表取締役社長）
- 吉田明彦（株式会社CyDesignation取締役）
- 高木謙一郎（コンシューマ事業本部本部長、マーベラス出身）
- 本田晃弘（サウンドクリエイター、コナミデジタルエンタテインメント〈小島プロダクション〉出身）
- 内田哲也（サウンドクリエイター、ナムコ出身）
- 暇空茜（セガ→gloops→グラニ出身）
- 宮岡寛（クレアテック→角川ゲームス出身[72]）
- 石原章弘（コンテンツプロデューサー、バンダイナムコエンターテインメント出身、現：グッドスマイルカンパニー所属）
- 守屋竜史（アニメーションプロデューサー）